# 레코어
레코어(Leco, Leko)는 볼리비아의 티티카카 호수 동쪽에서 쓰이던 고립된 언어이다. 레코족의 인구는 2012년 기준 13,527명이나 대부분 레코어를 사용하지 않아 사멸 직전의 언어이다.
짧은 어휘 목록 몇 개를 제외하면, 레코어의 주요 자료는 19세기 말 선교사 Andrés Herrero가 편찬한 기독교 교리서이다. 이후 오랫동안 사멸했다고 여겨져 Grimes (1988)에서는 레코어를 멸종한 고립어로 분류하였다. 그러나 Montaño Aragón (1987)이 라파스주에서 소수의 화자를 발견했고, van de Kerke(1994)가 이를 확인하고 추가 연구를 진행했다.

## 같이 보기
- 푸키나어